# Kim tự tháp Lepsius I

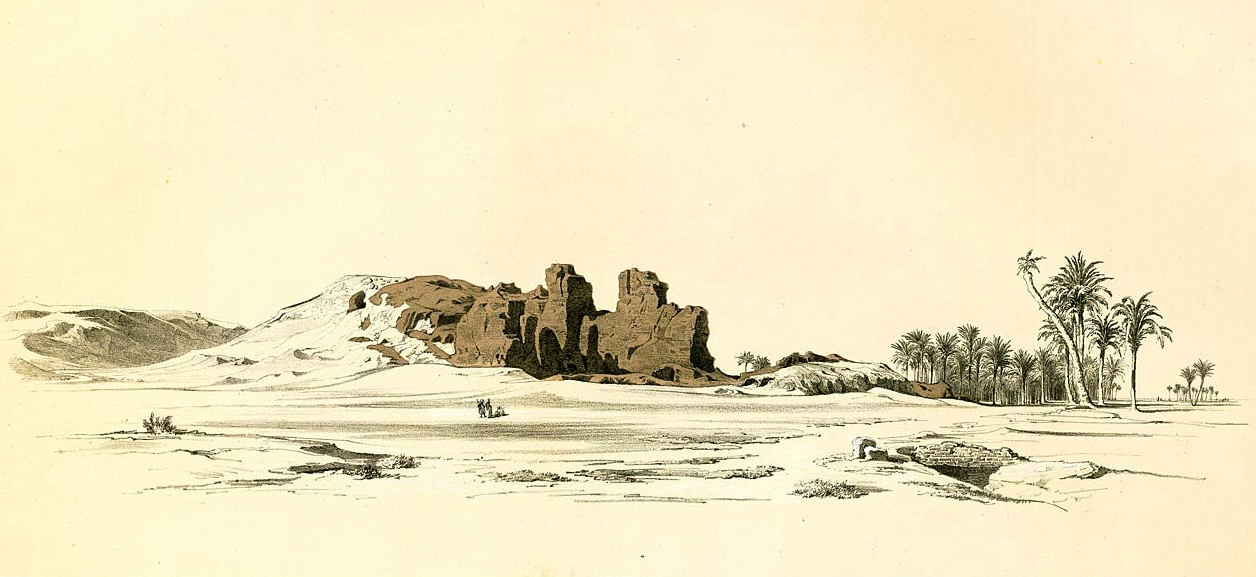
Tàn tích của kim tự tháp Lepsius I.

Kim tự tháp Lepsius I là tàn tích của một kim tự tháp gạch bùn lớn ở Abu Rawash gần Cairo. Nó, cho đến nay, không được gán cho bất kỳ vị vua nào. Nó nằm ở phía đông Kim tự tháp Djedefre. Nó mang cái tên bí ẩn của nó đối với nhà Ai Cập học Karl Richard Lepsius, người đã liệt kê nó đầu tiên trong danh sách các kim tự tháp của Ai Cập. Hình dạng của di tích vẫn còn là chủ đề tranh luận vì một số nhà Ai Cập học xem nó như một mastaba.

## Miêu tả

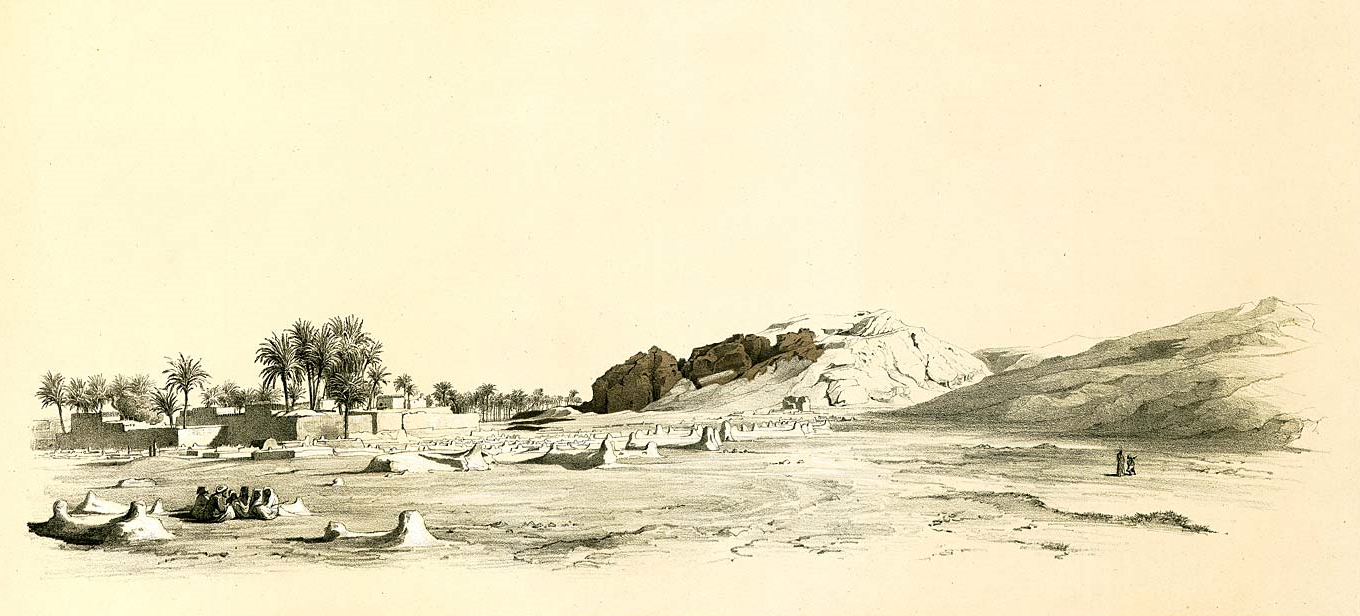
Cảnh quan xung quanh kim tự tháp nhìn từ phía tây bắc.

Tàn tích này phần lớn vẫn chưa được biết đến mặc dù nghiên cứu sơ bộ của N. Swelim vào năm 1987. Ước tính chiều cao của kim tự tháp dao động từ 107,5 mét đến hơn 150,5 mét, vượt xa kim tự tháp Khufu. Đáy có số đo là khoảng 215 mét. Thời kỳ mà kim tự tháp được xây dựng cũng được thảo luận nhiều, một số tiến lên Triều đại thứ 3 hoặc Triều đại thứ 4 và những người khác là Triều đại thứ 5 hoặc Triều đại thứ 6. N. Swenson ủng hộ triều đại thứ 4, thúc đẩy thực tế rằng kim tự tháp được hưởng lợi từ sự nổi bật của đá, đặc thù kiến trúc đặc biệt với các kim tự tháp khác trong thời kỳ này. Các phòng tang lễ có thiết kế tương tự như của kim tự tháp Djedefre.